# Orden de la Corona de Italia

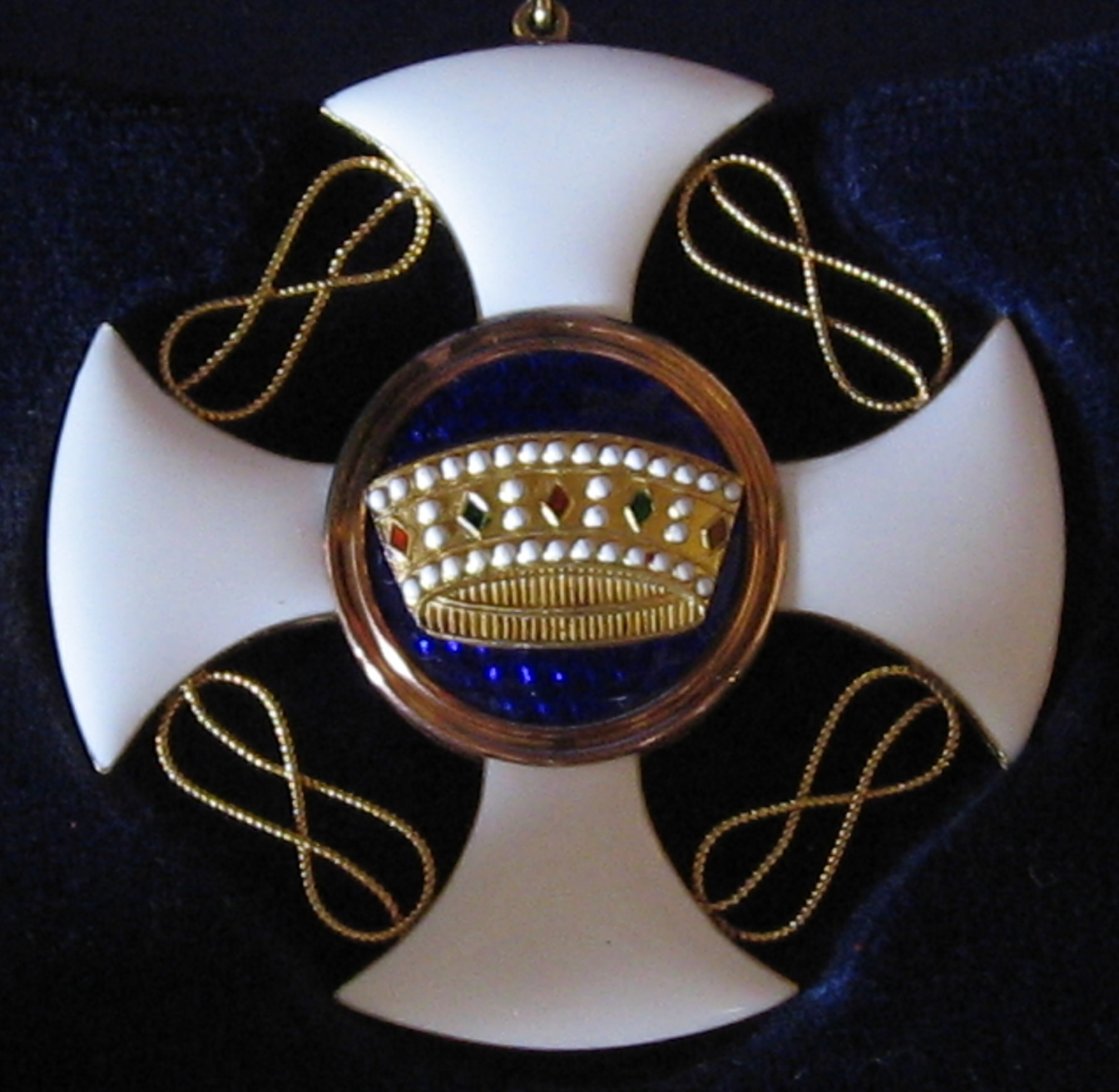
Cruz de Comendador

La Orden de la Corona de Italia (Ordine della Corona d'Italia) fue una orden civil y militar del Reino de Italia, creada por el rey Víctor Manuel II el 20 de febrero de 1868, y otorgada para premiar a ciudadanos italianos y extranjeros que hubieran realizado hechos meritorios para la nación, la Corona o con el monarca, tanto en el mérito civil como militar, especialmente aquellos directamente relacionados con los intereses políticos de la Nación.

## Historia
Fue creada para conmemorar la memoria de la anexión de la República de Venecia a Italia. Cuando finalmente el Vèneto quedó bajo soberanía italiana al final de la Guerra de la Independencia, se restituyó la Corona Férrea al rey de Italia, corona considerada símbolo del dominio total sobre toda la península desde los tiempos de Carlomagno. Ya Napoleón, cuando se proclamó Rey de Italia, instituyó una Orden Caballeresca bajo el título de  Corona Férrea; y cuando el Emperador de Austria restauró su dominio sobre la Lombardía y el Véneto fundó una orden homónima.
Comparada con el Orden de los Santos Mauricio y Lázaro, la Orden de la Corona se otorgaba de manera más liberal (podía ser otorgada a no-católicos). 
El Real decreto 4850, de 24 de enero de 1869, estableció que el Consejo de la Orden de los Santos Mauricio y Lázaro también asumiría el Consejo de la Orden de la Corona de Italia. 
Según el Real decreto N.º 276, del 16 de marzo de 1911, la Orden sólo se podía recibir en grado de Caballero. Para acceder a Oficial tenía que pasar un tiempo mínimo de un año, 3 más para pasar a Comendador, y 4 más para ser Gran Oficial.
Quedó obsoleta cuando se proclamó la República (1946), siendo reemplazada por la Orden al Mérito de la República Italiana.

## Grados
- Caballero Gran Cruz
- Gran Oficial
- Comendador
- Oficial
- Caballero

|                                     |           |            |              |                        |
| Medalla                             |           |            |              |                        |
|                                     | Cavaliere |            |              |                        |
| Reino de Italia                     |           |            |              |                        |
|                                     |           |            |              |                        |
| República Italiana y Casa de Saboya |           |            |              |                        |
| Gran Cruz                           | Oficial   | Comendador | Gran Oficial | Caballero de Gran Cruz |